# غنبد بردي السفلي (بهمئي غرمسيري الجنوبي)
غنبد بردي السفلی (بالفارسية: گنبدبردی سفلی) هي قرية تقع في إيران في قسم بهمئي غرمسیري الجنوبي الريفي. يقدر عدد سكانها بـ 56 نسمة بحسب إحصاء 2016.